# Chapelle Baroncelli
Pour les articles homonymes, voir Baroncelli.
 (juillet 2019).
Si vous disposez d'ouvrages ou d'articles de référence ou si vous connaissez des sites web de qualité traitant du thème abordé ici, merci de compléter l'article en donnant les références utiles à sa vérifiabilité et en les liant à la section « Notes et références ».
La chapelle Baroncelli est la chapelle située à l'extrémité du transept droit de la basilique Santa Croce à  Florence. Elle possède un cycle de fresques de Taddeo Gaddi exécutées entre 1328 et 1338, du vivant de Giotto dont il est un des disciples travaillant sur la manière du maître.

## Description
Le cycle de fresques représentant les « Scènes de l'Histoire de la vie de Marie et de Jésus ». Dans cette œuvre, Taddeo Gaddi montre sa maîtrise du style de Giotto, avec une disposition narrative des personnages dans les scènes et expérimente un aspect  perspectif dans le décor architectural, obtenant des effets illusionnistes comme l'escalier oblique dans la Présentation au Temple.
L'œuvre caractérise le style tardif de Gaddi.
Taddeo Gaddi a également peint les Vertus théologales sur les voûtains de la voûte d'arêtes et conçu les vitraux avec les Quatre prophètes à l'extérieur.

Les Vertus
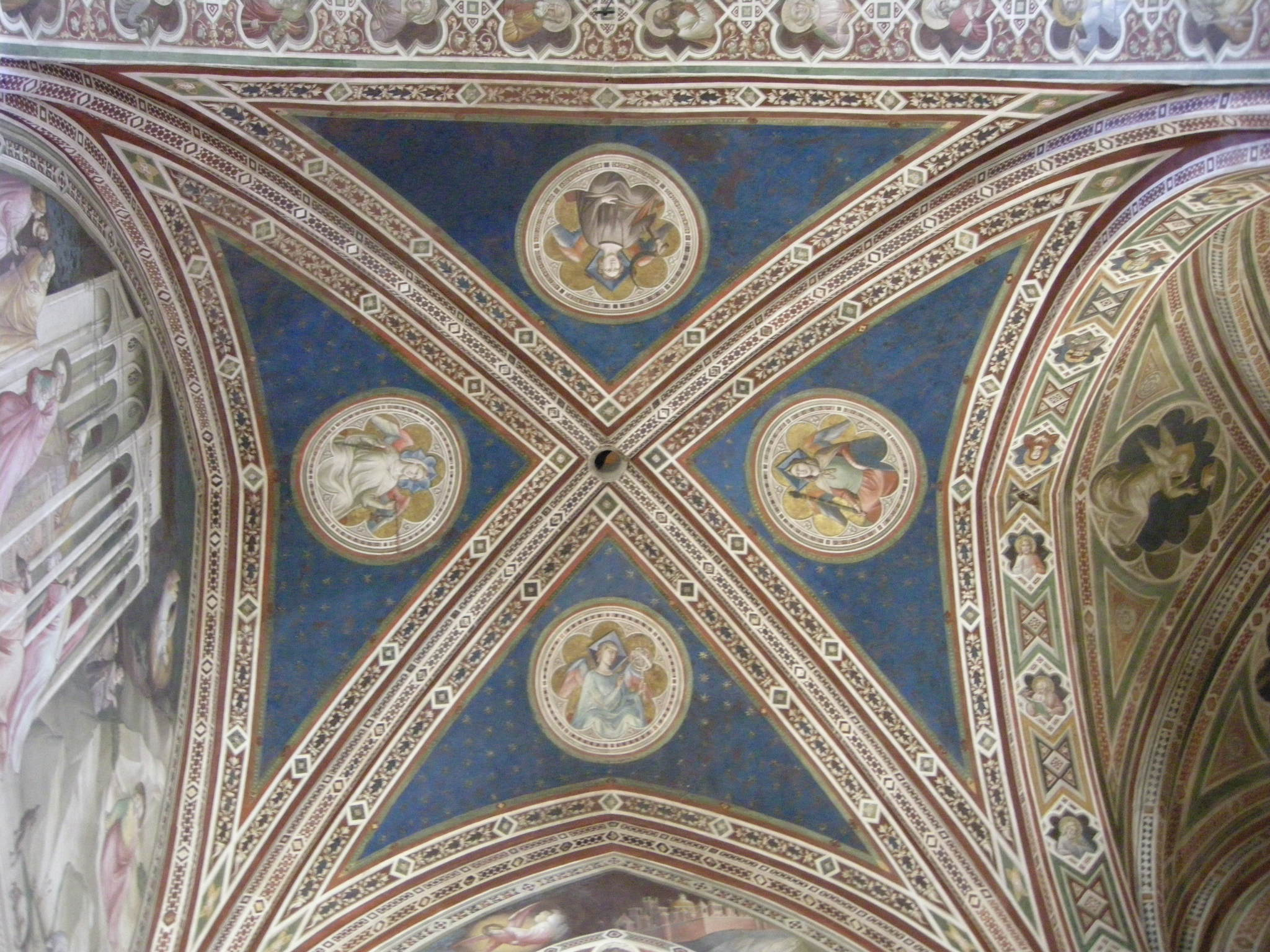
Voiles de la voûte d'arêtes.
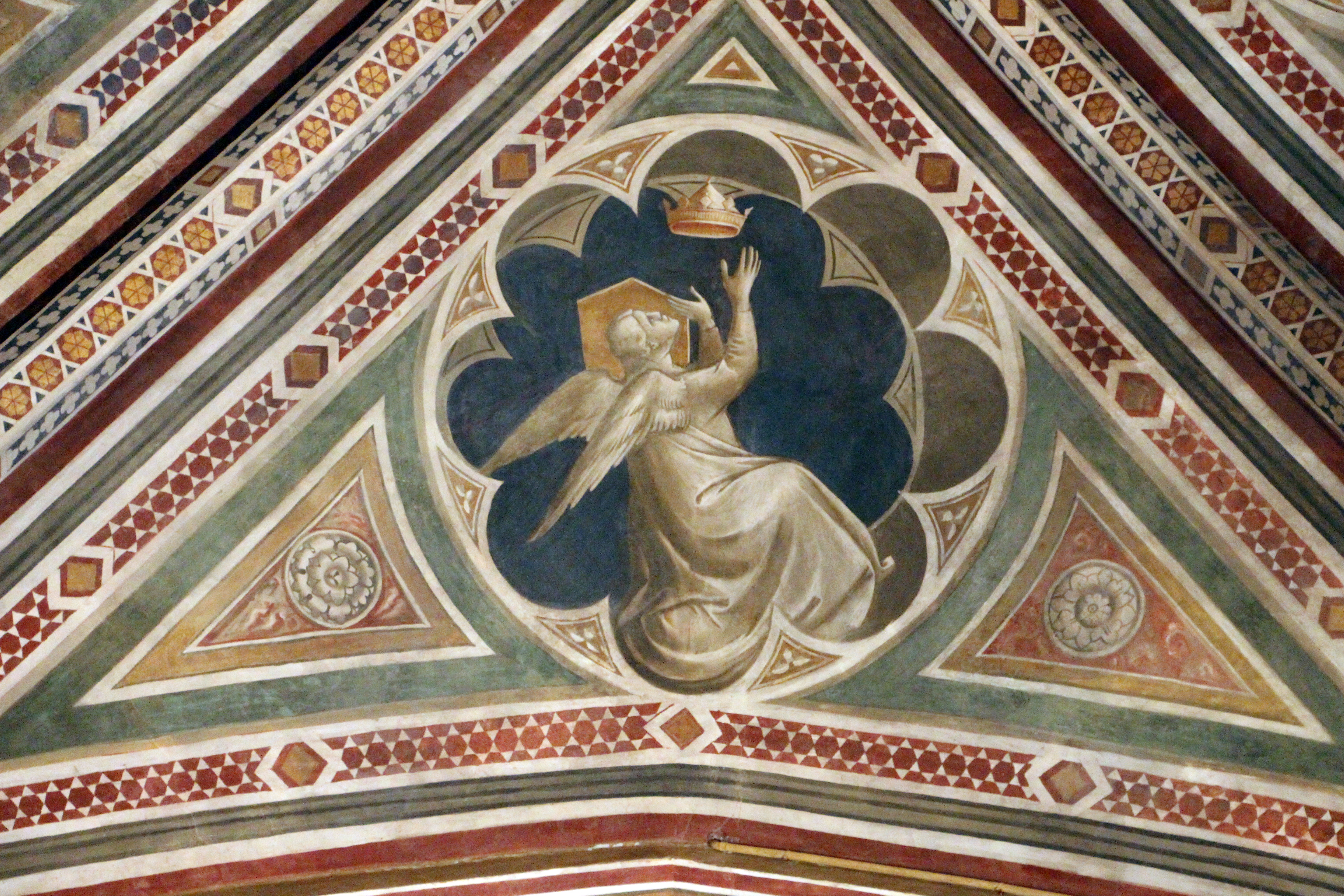
L'Espérance.
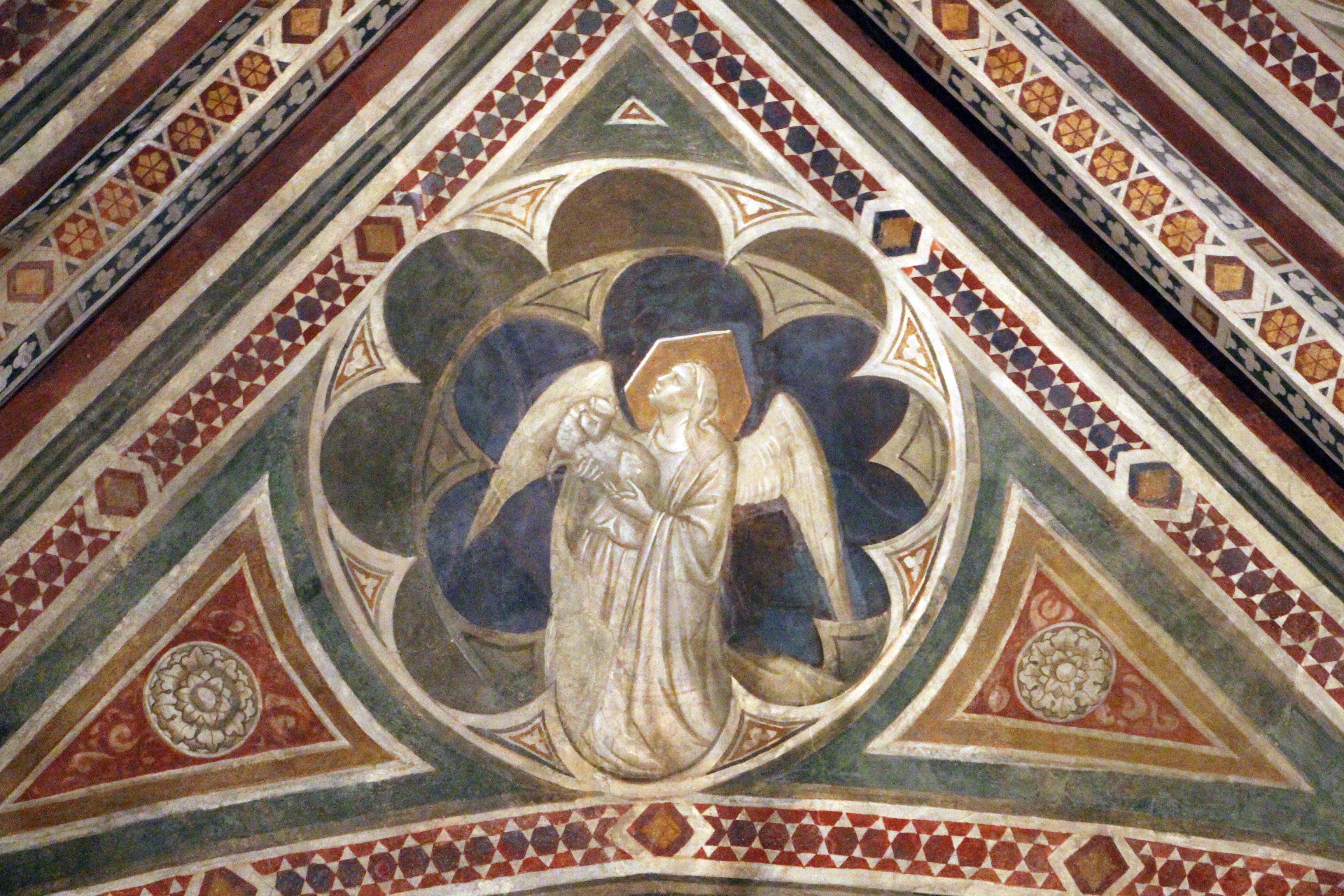
L'Humilité.
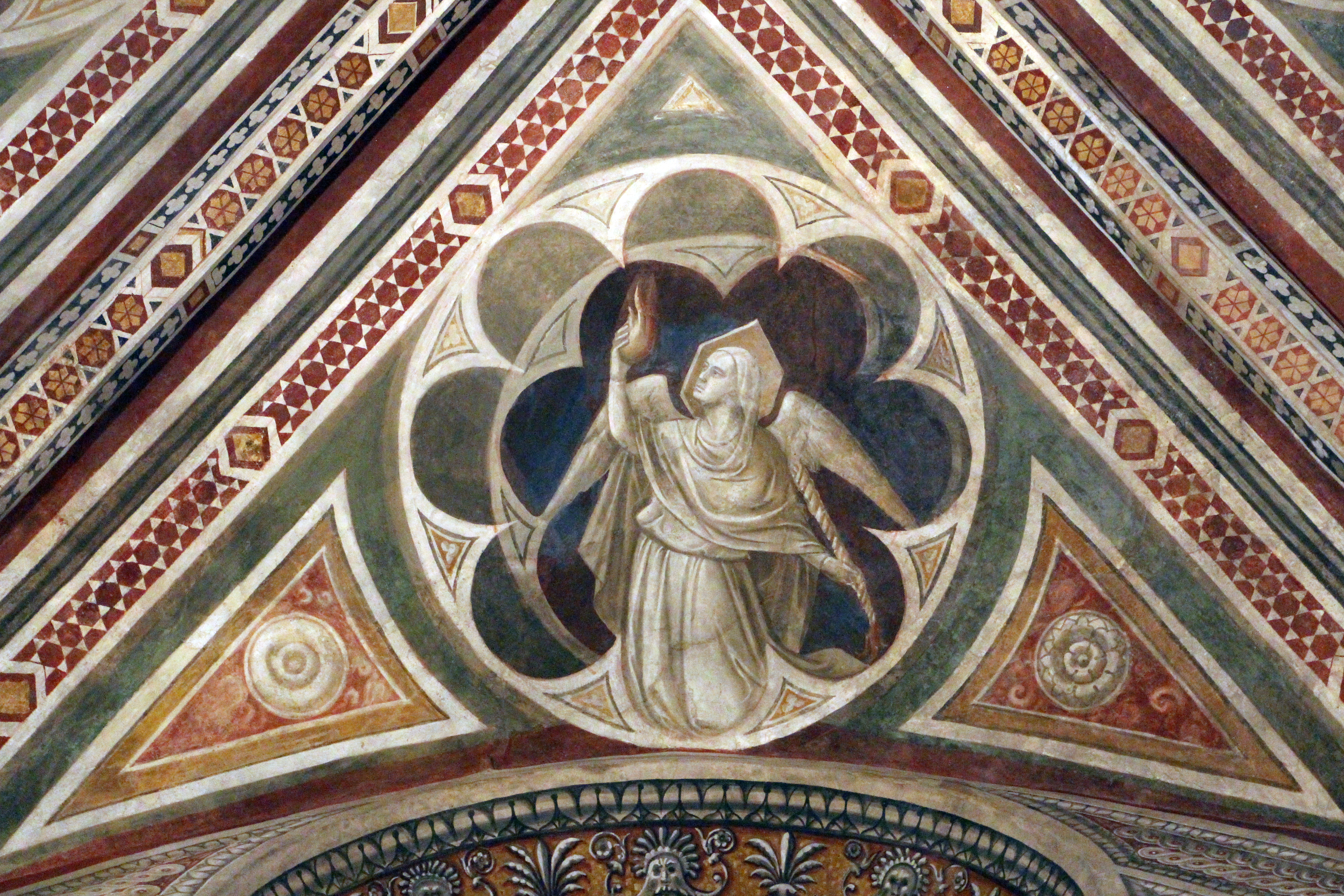
La Charité.
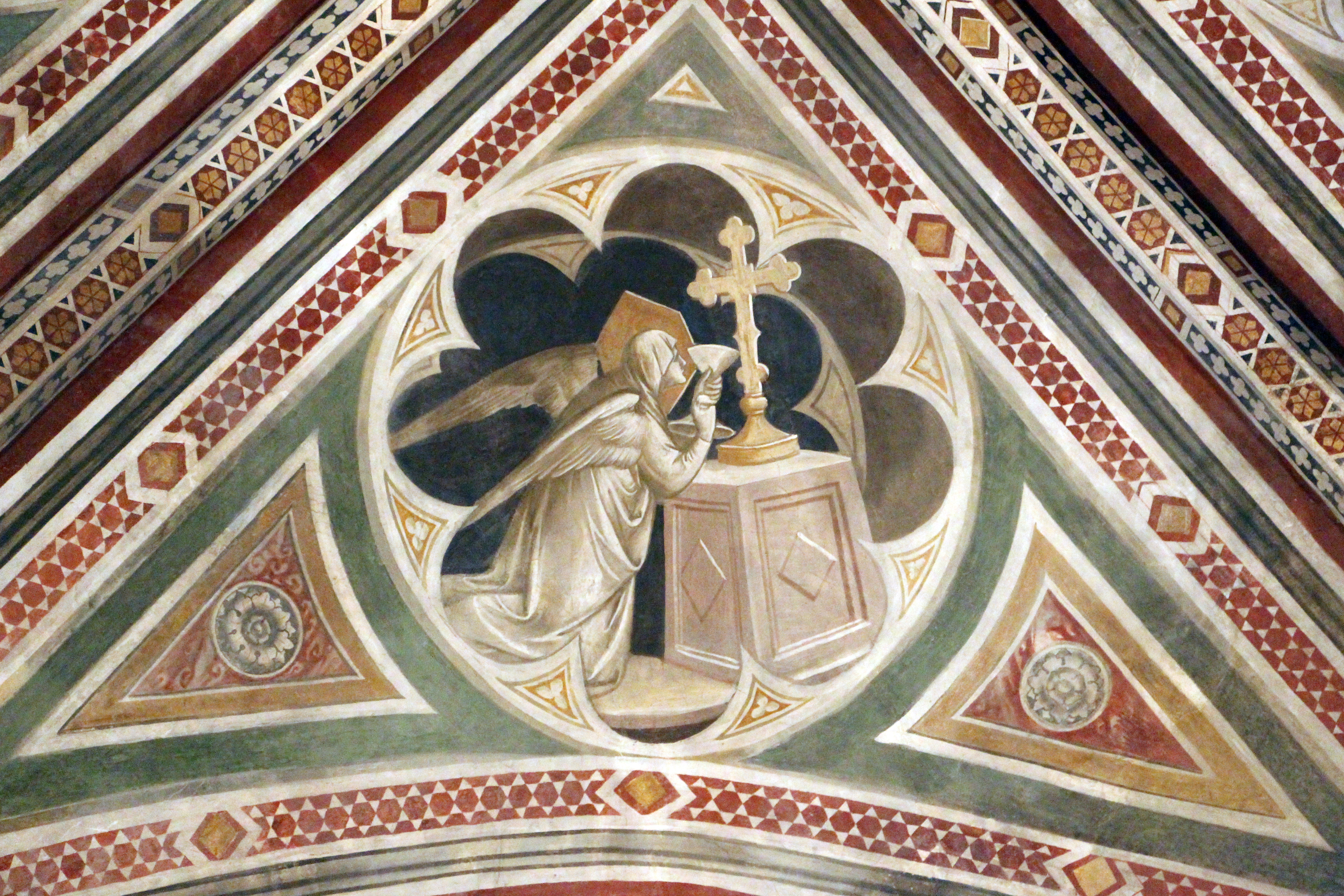
La Foi.

La rencontre à la Porte dorée offre une définition ample de l'espace, où la maquette de la cité permet une variation géométrique des angles de vue à l'intérieur d'un espace construit, tandis que le mur d'enceinte « tourne » grâce à la diversification des accents lumineux. La recherche chromatique est remarquable, qui dissout la teinte rouge en ombres peu pâle, thème repris abondamment par la suite. La « gestuelle » est giottesque (cf. le pouce de la première suivante, mais il perd sa puissance et devient « raffiné »). Gaddi perd aussi la force de la disposition pyramidale adoptée par Giotto dans le même thème à l'Arena de Padoue ; il y gagne une souplesse rythmique intimement liée à la couleur.

Naissance de Marie
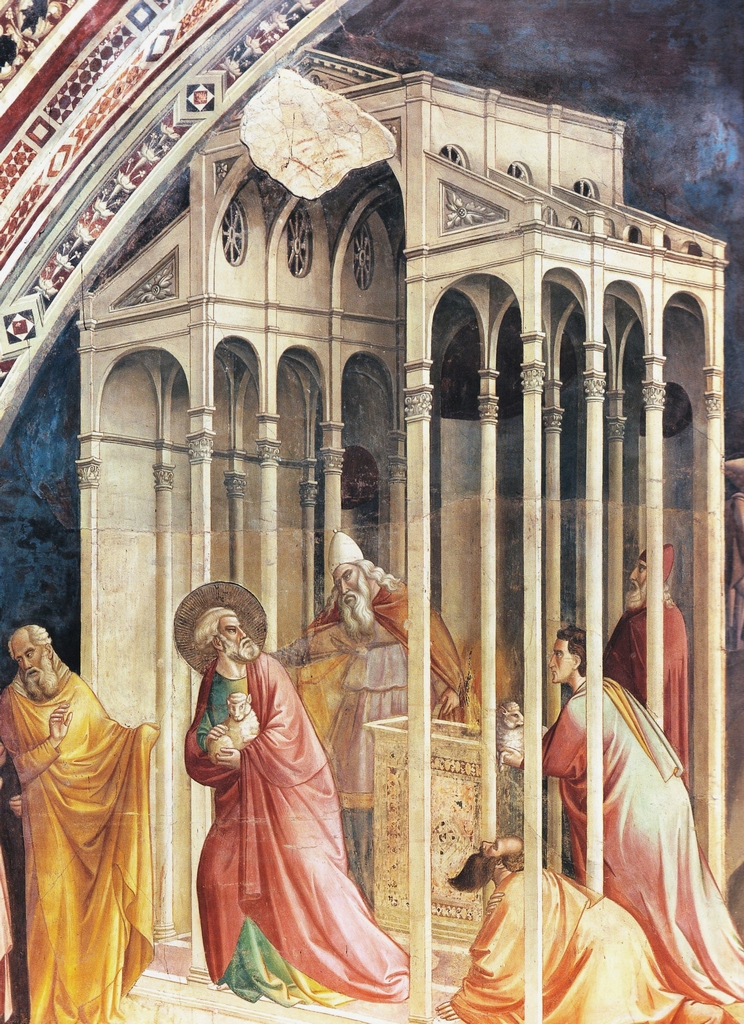
Joachim chassé du temple.
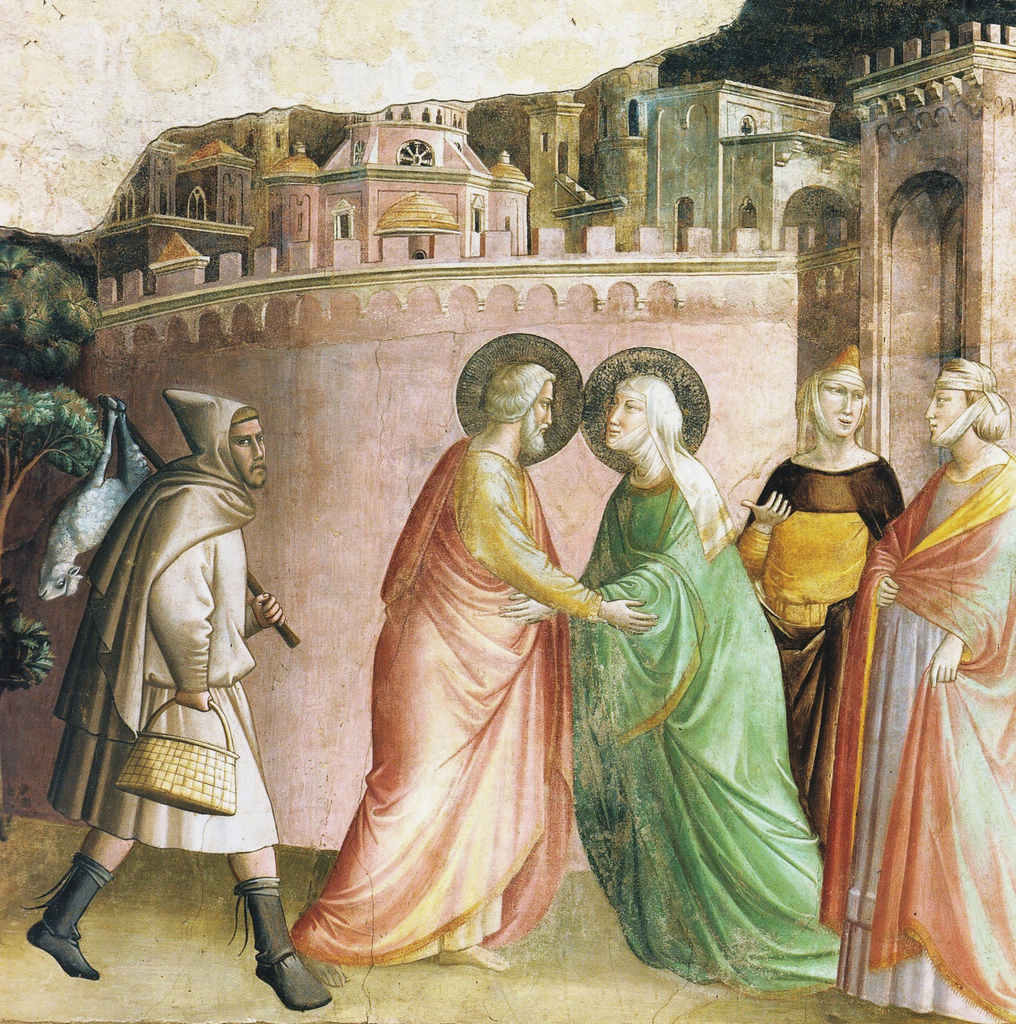
Rencontre à la Porte d'or.
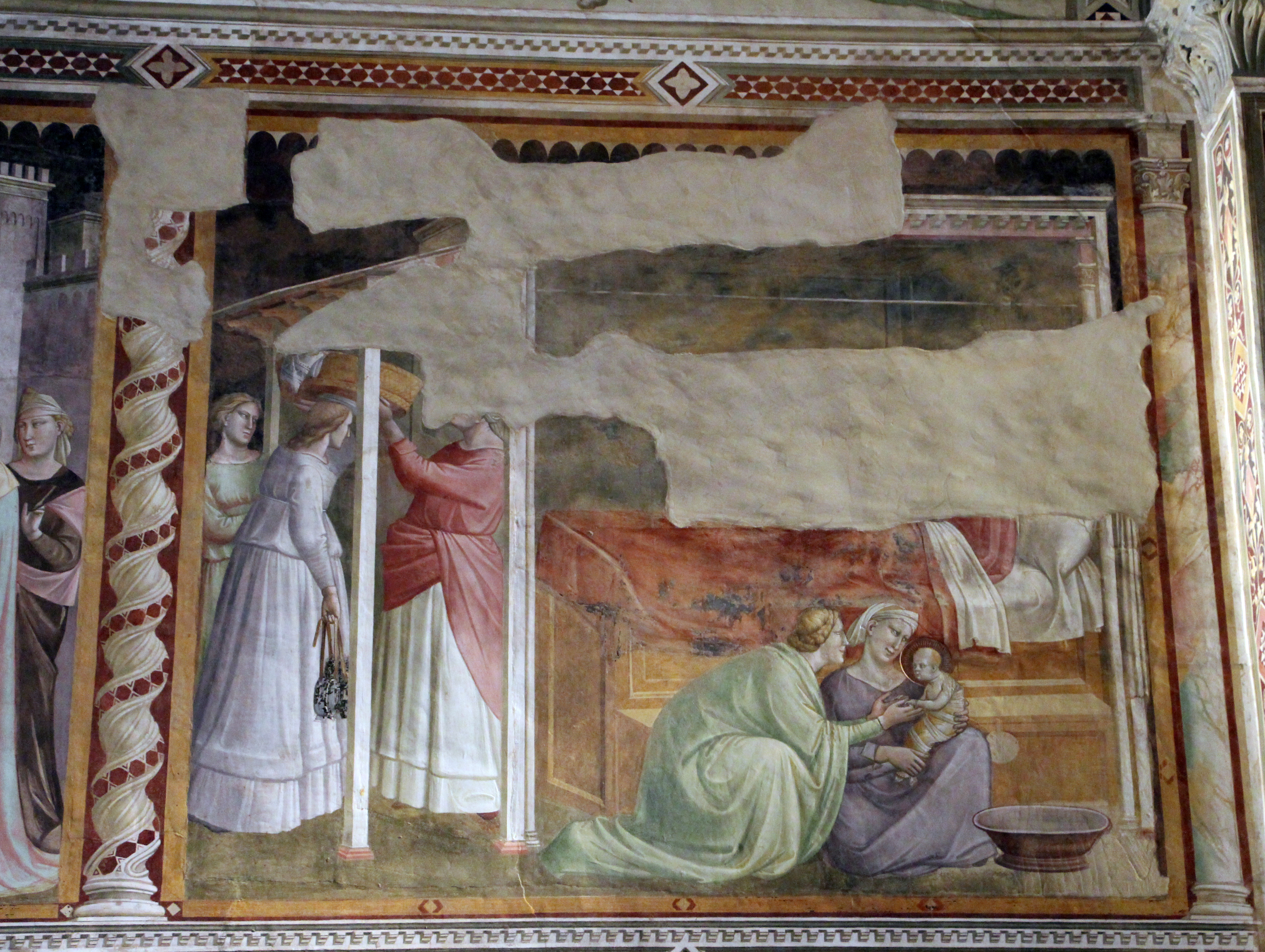
Nativité de Marie.
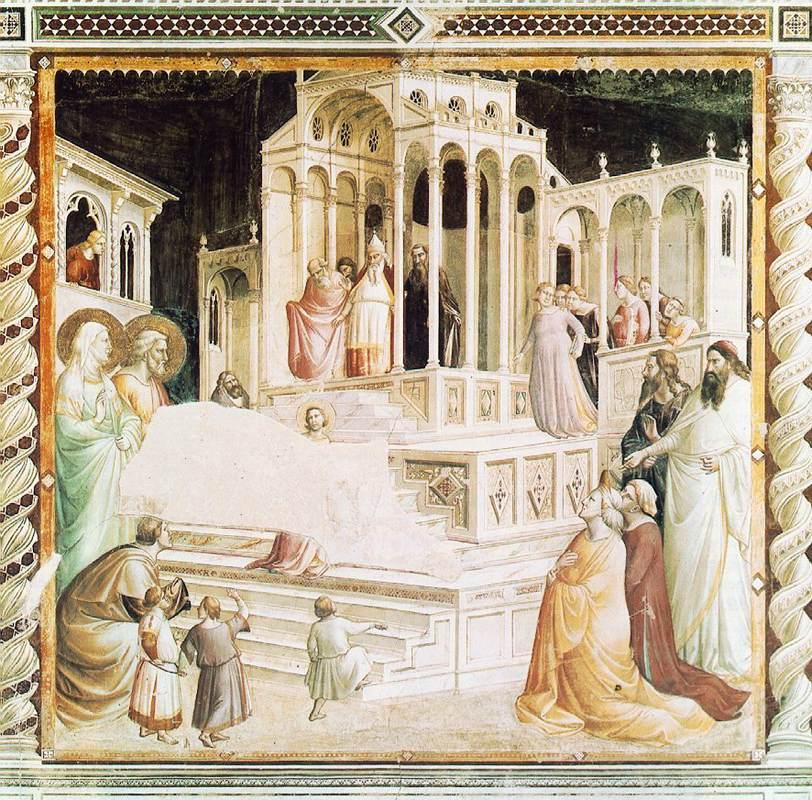
Présentation de Marie au Temple.

Vie de la Vierge
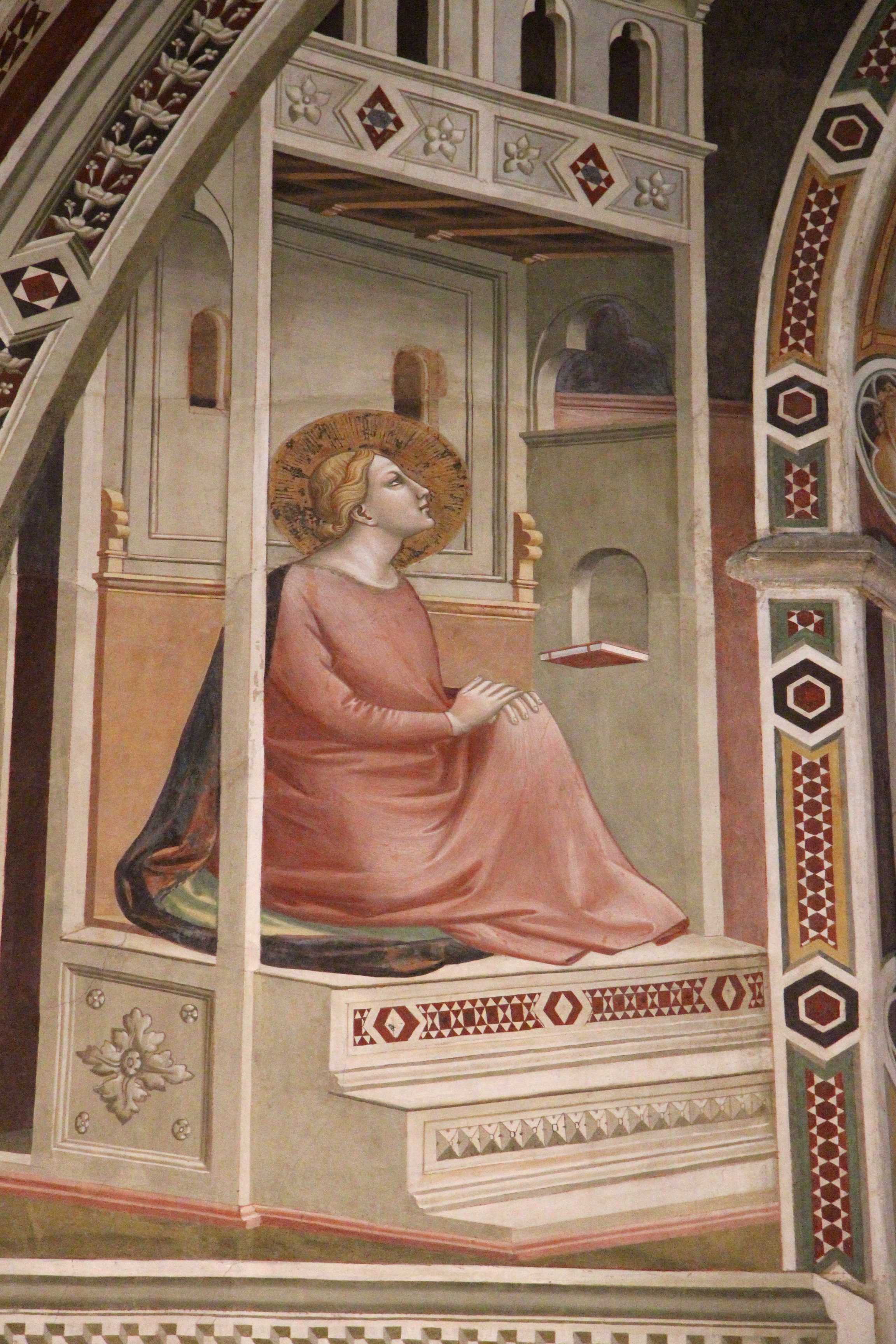
Annonciation.
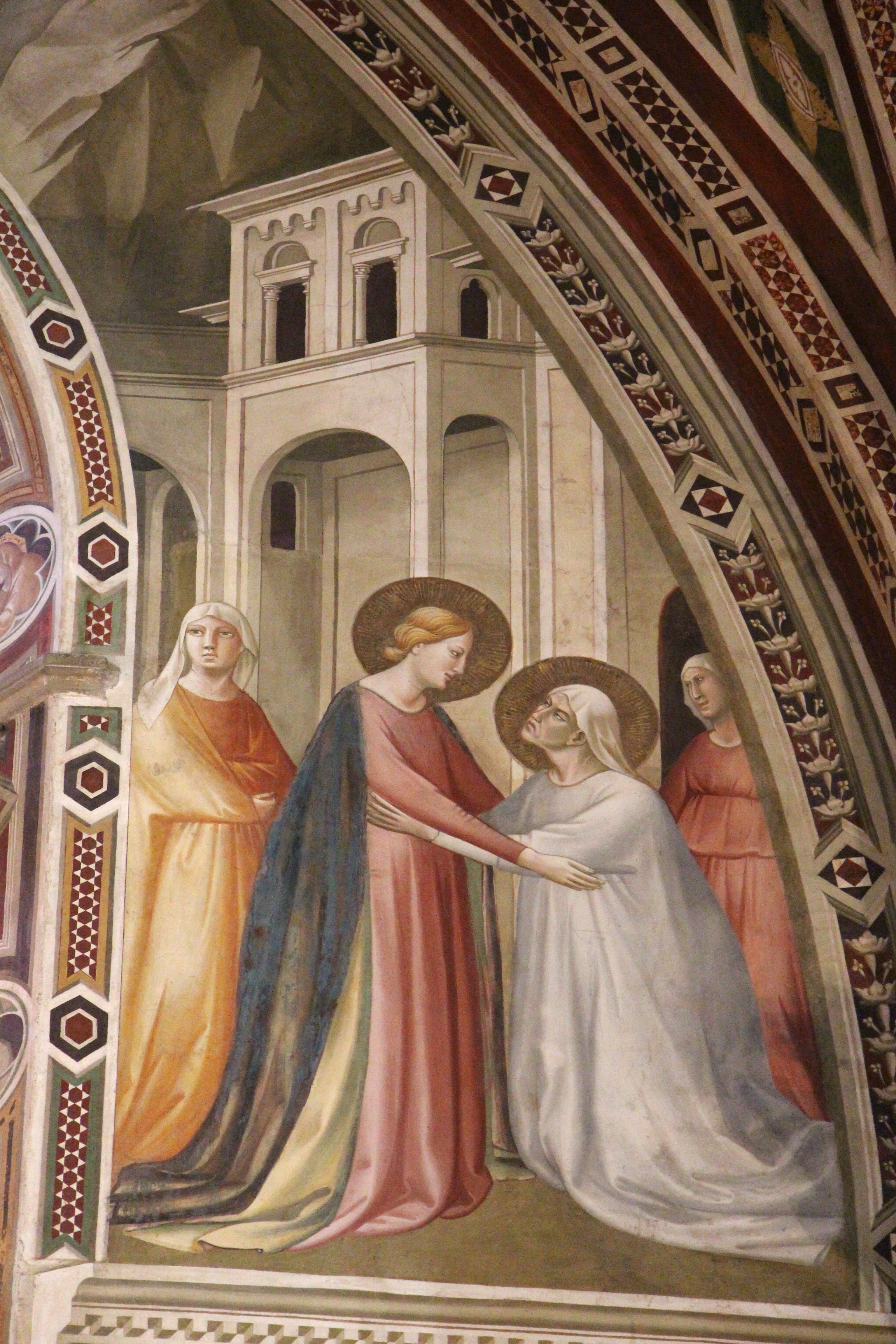
Visitation.
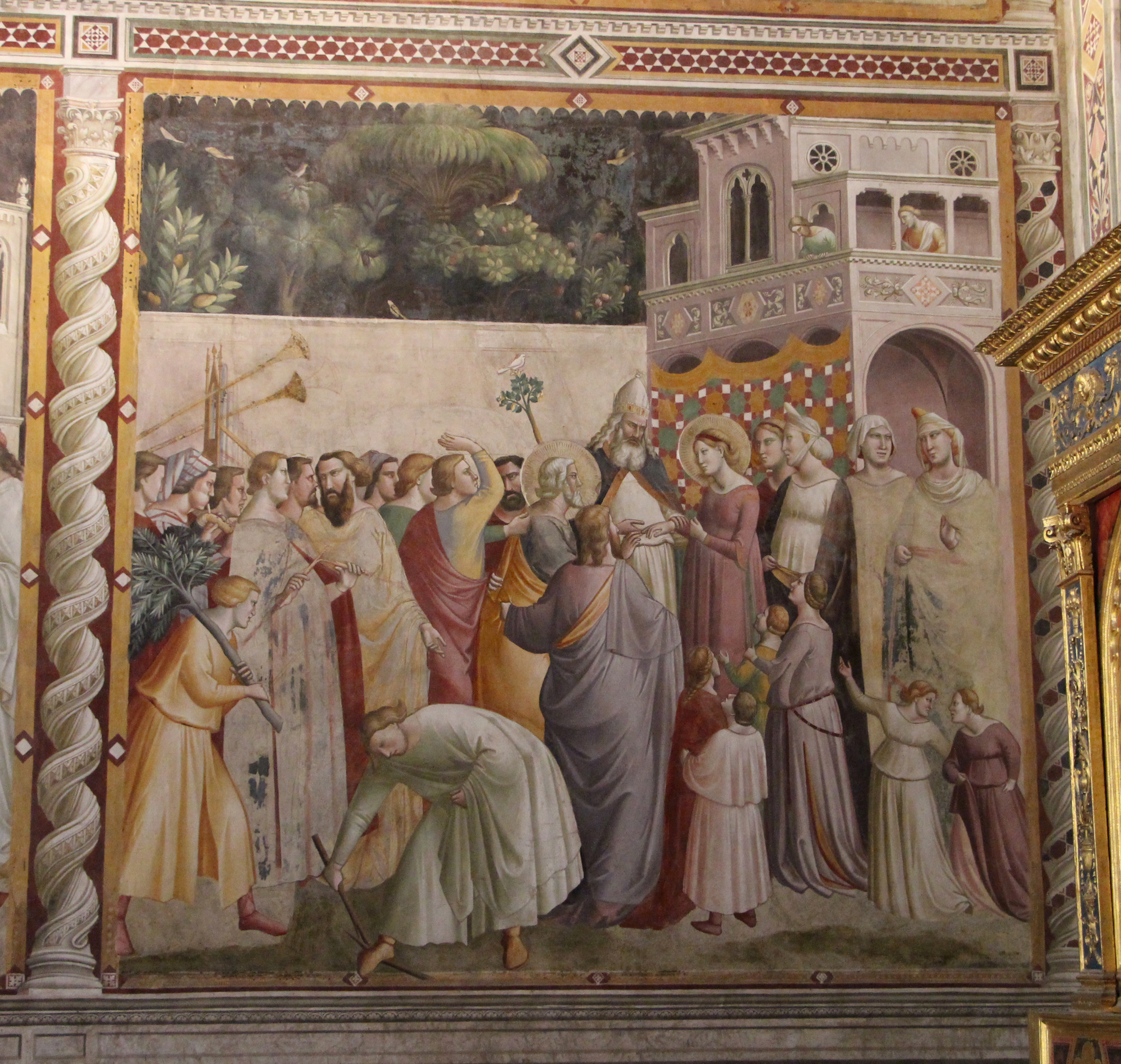
Mariage de la Vierge.

Naissance de Jésus
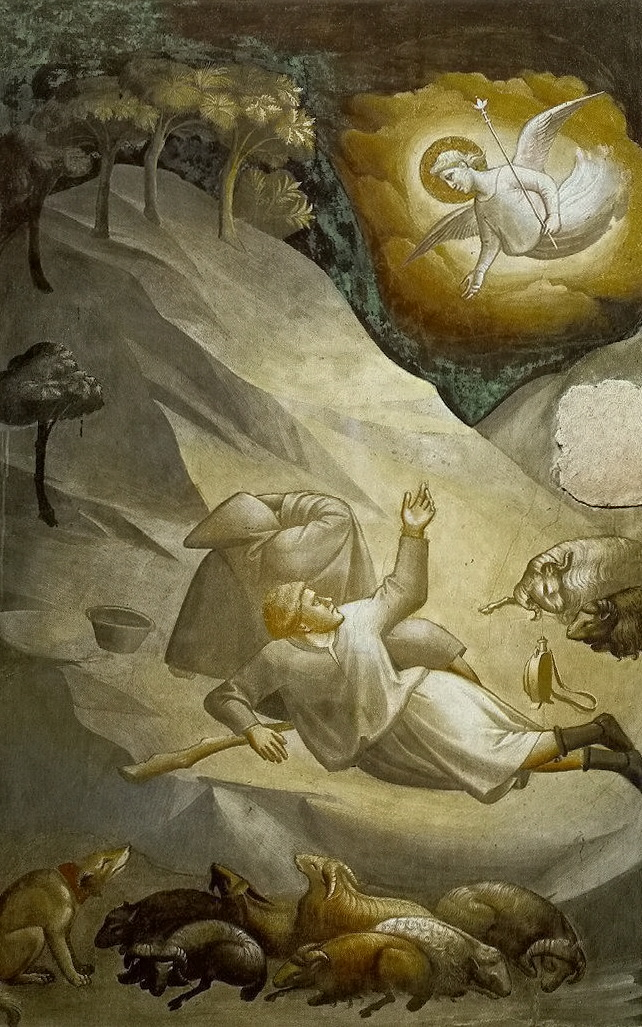
Annonciation aux bergers
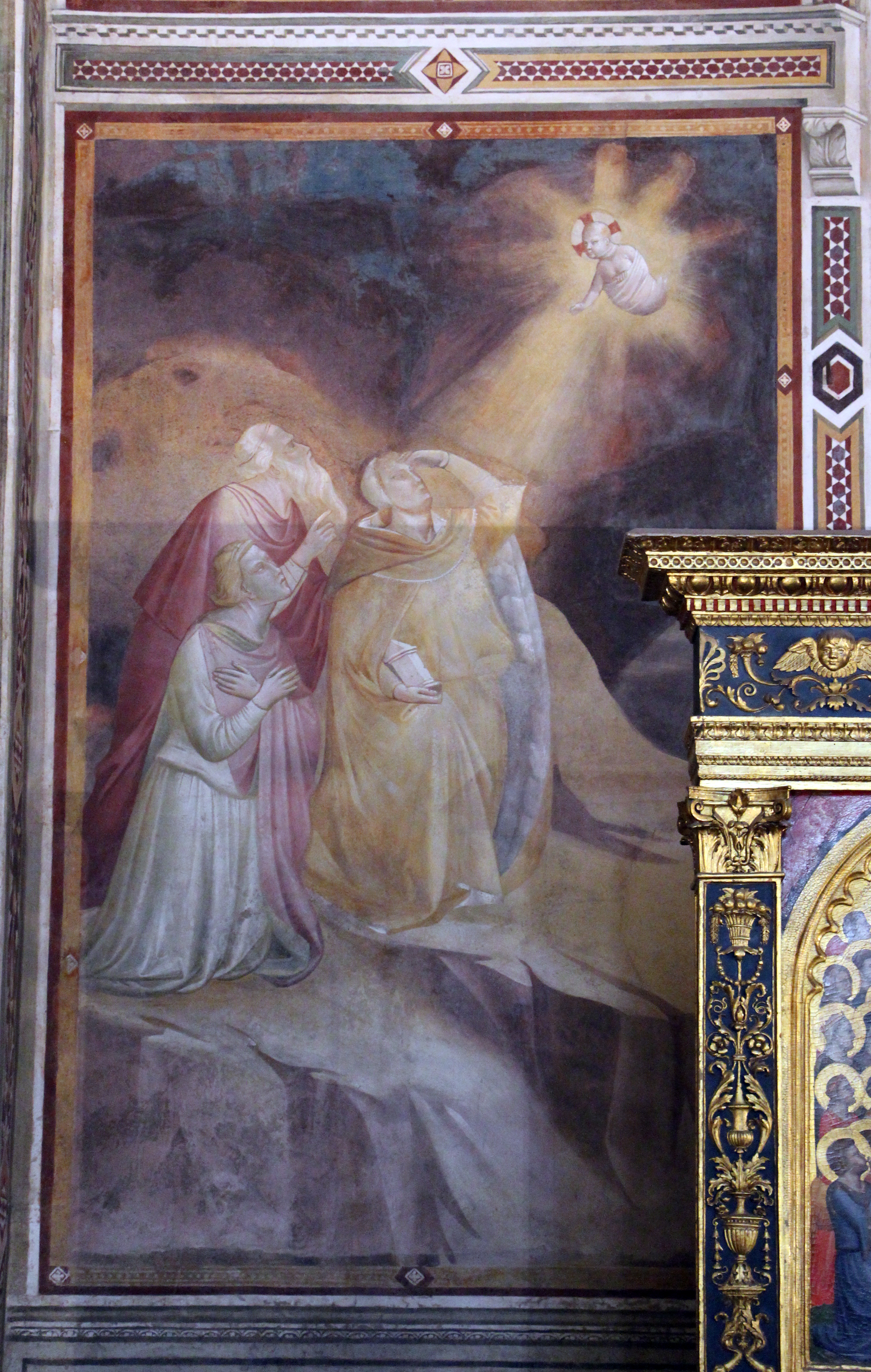
Annonciation aux mages.
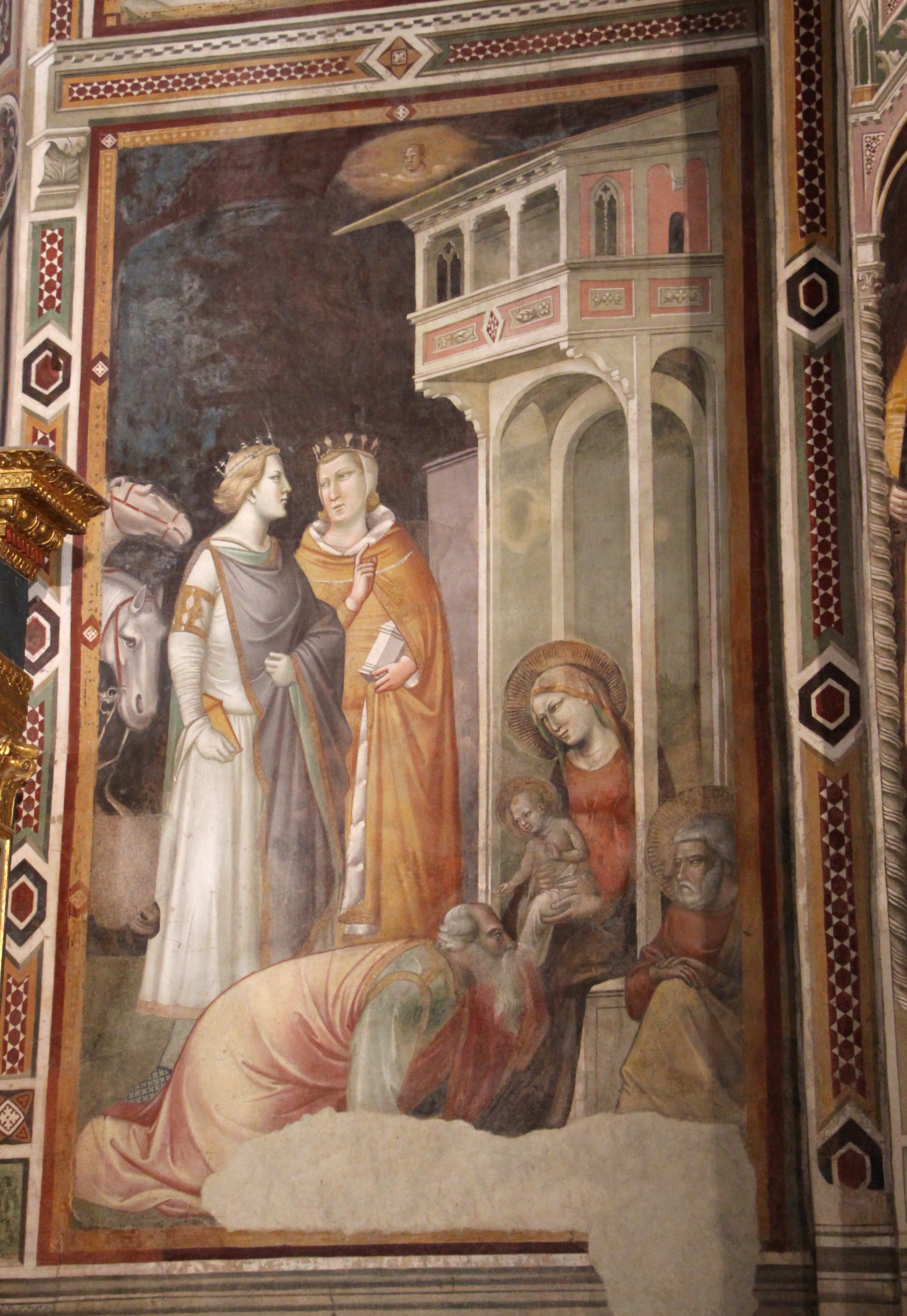
Adoration des mages.
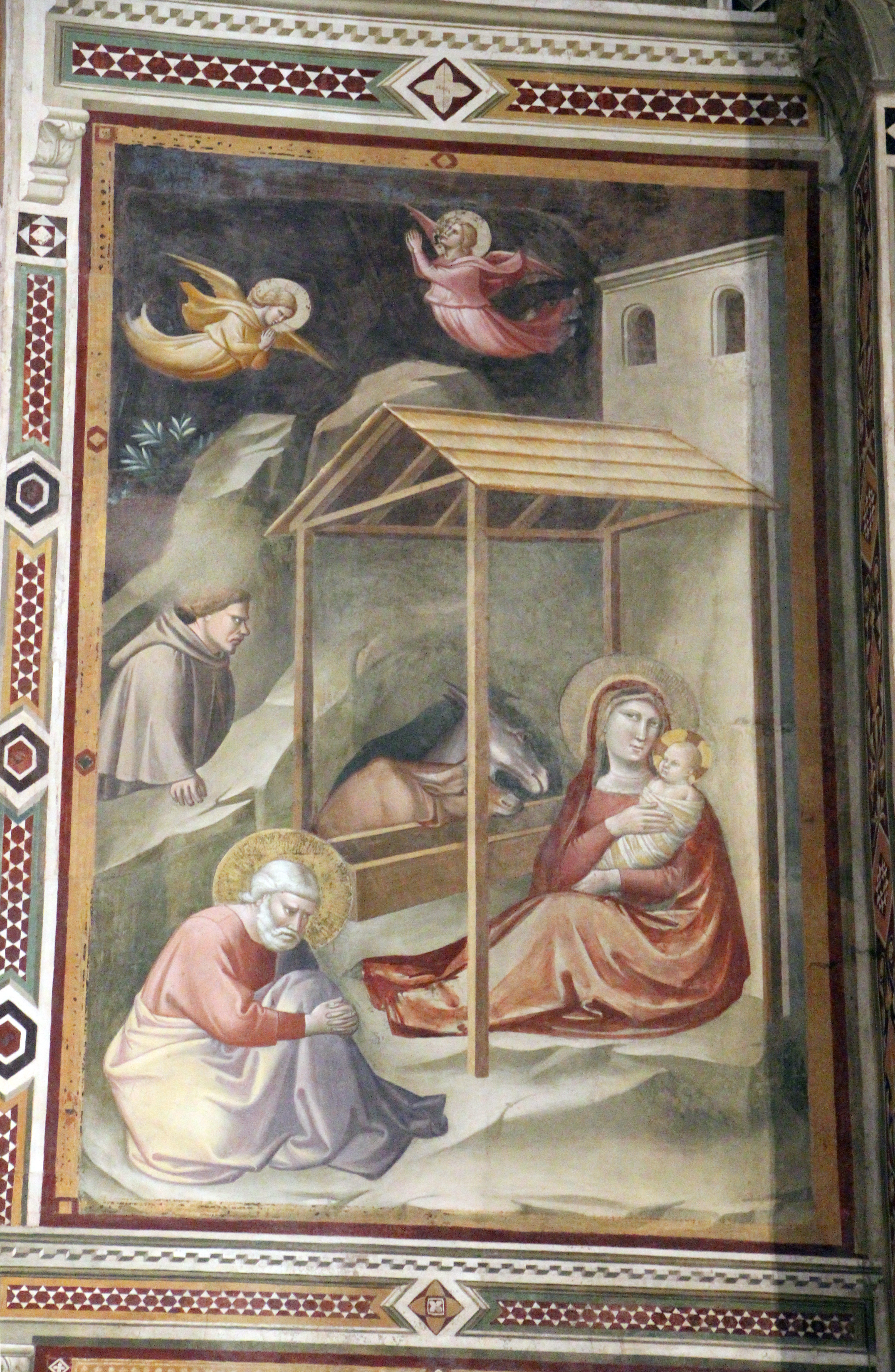
Nativité de Jésus.

(On remarquera le Jésus emmailloté en guise d'étoile guidant les mages)

Vie de Jésus
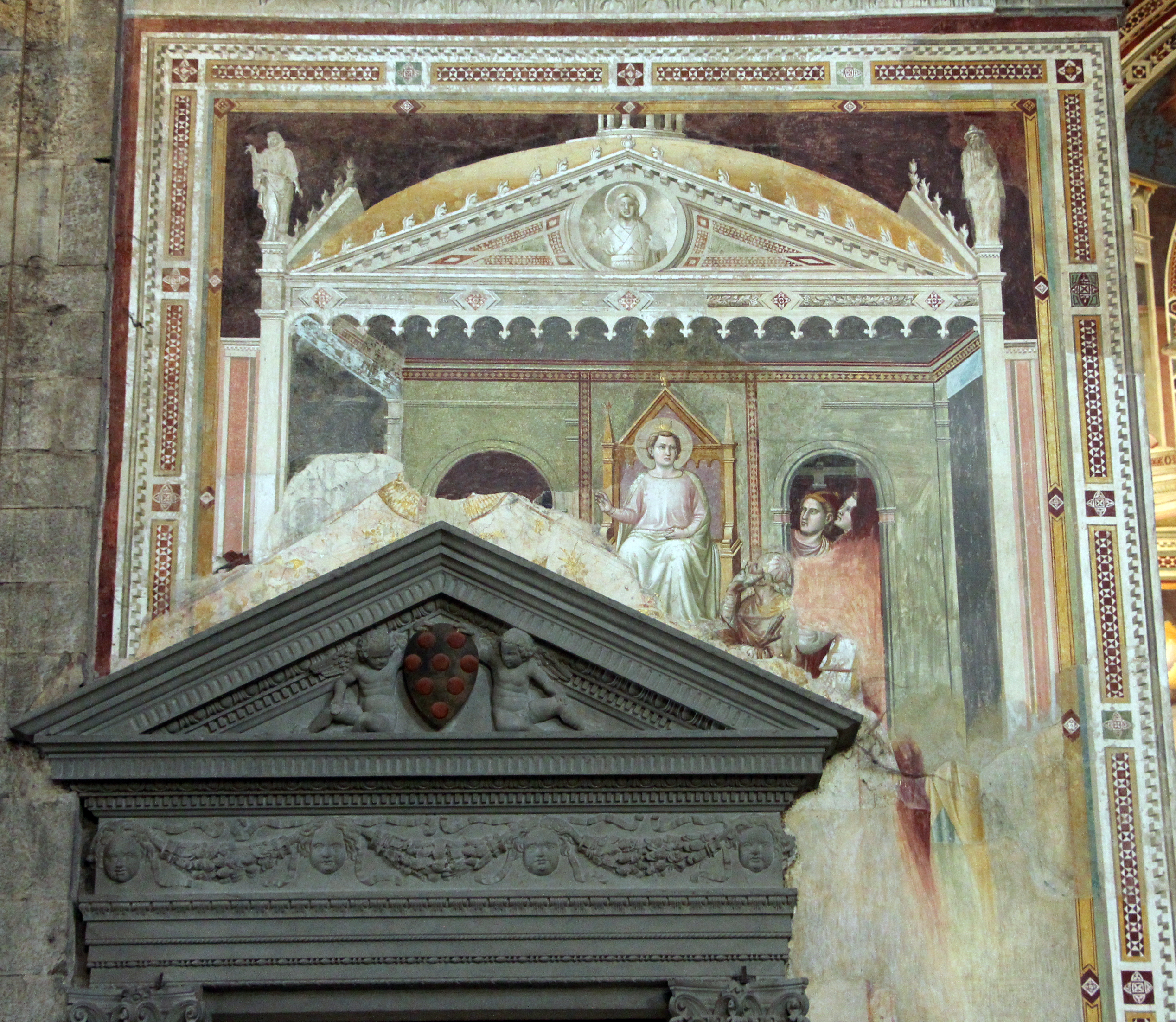
Jésus et les docteurs du Temple.
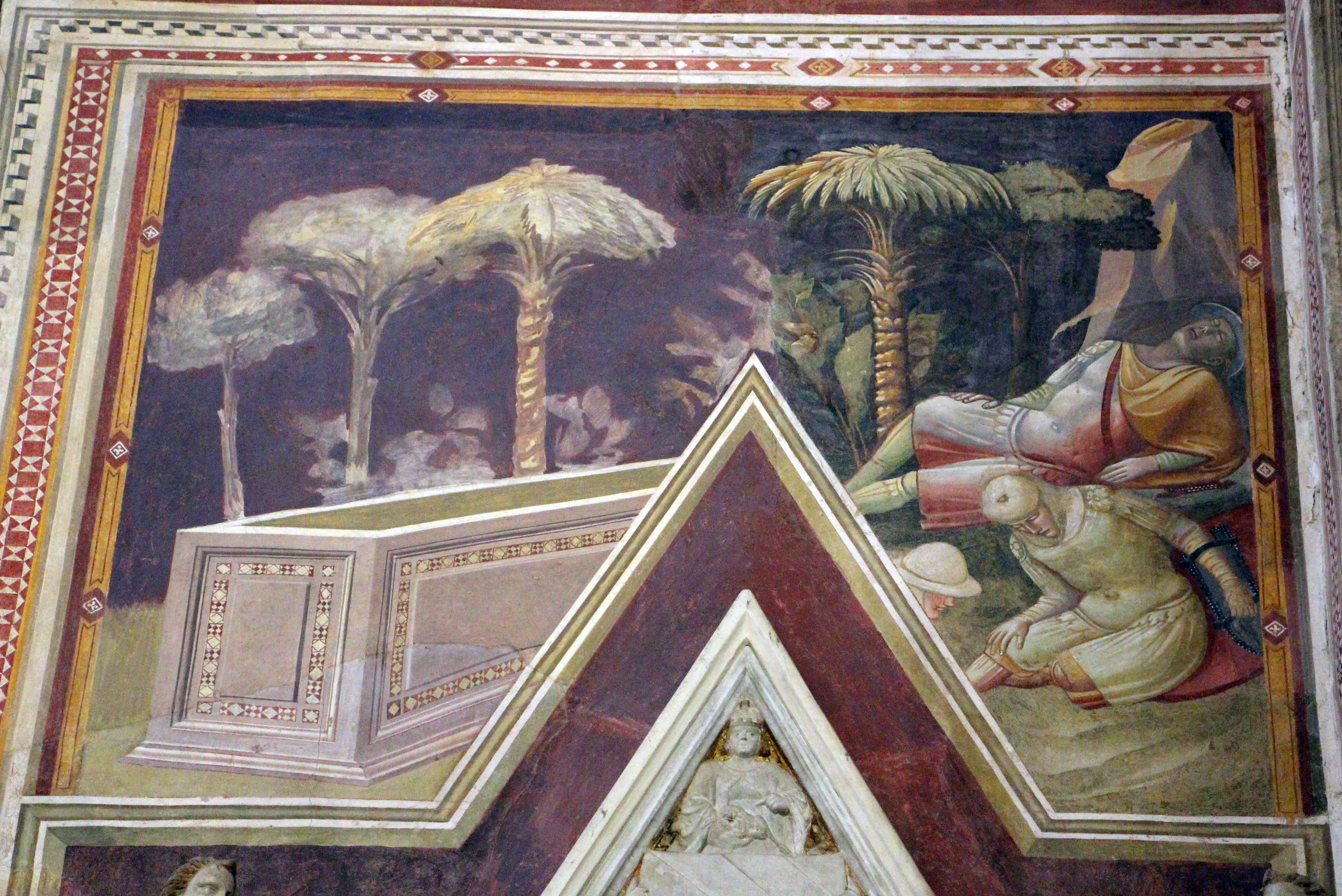
Sépulcre vide après la Résurrection.

Personnages de l'Ancien Testament
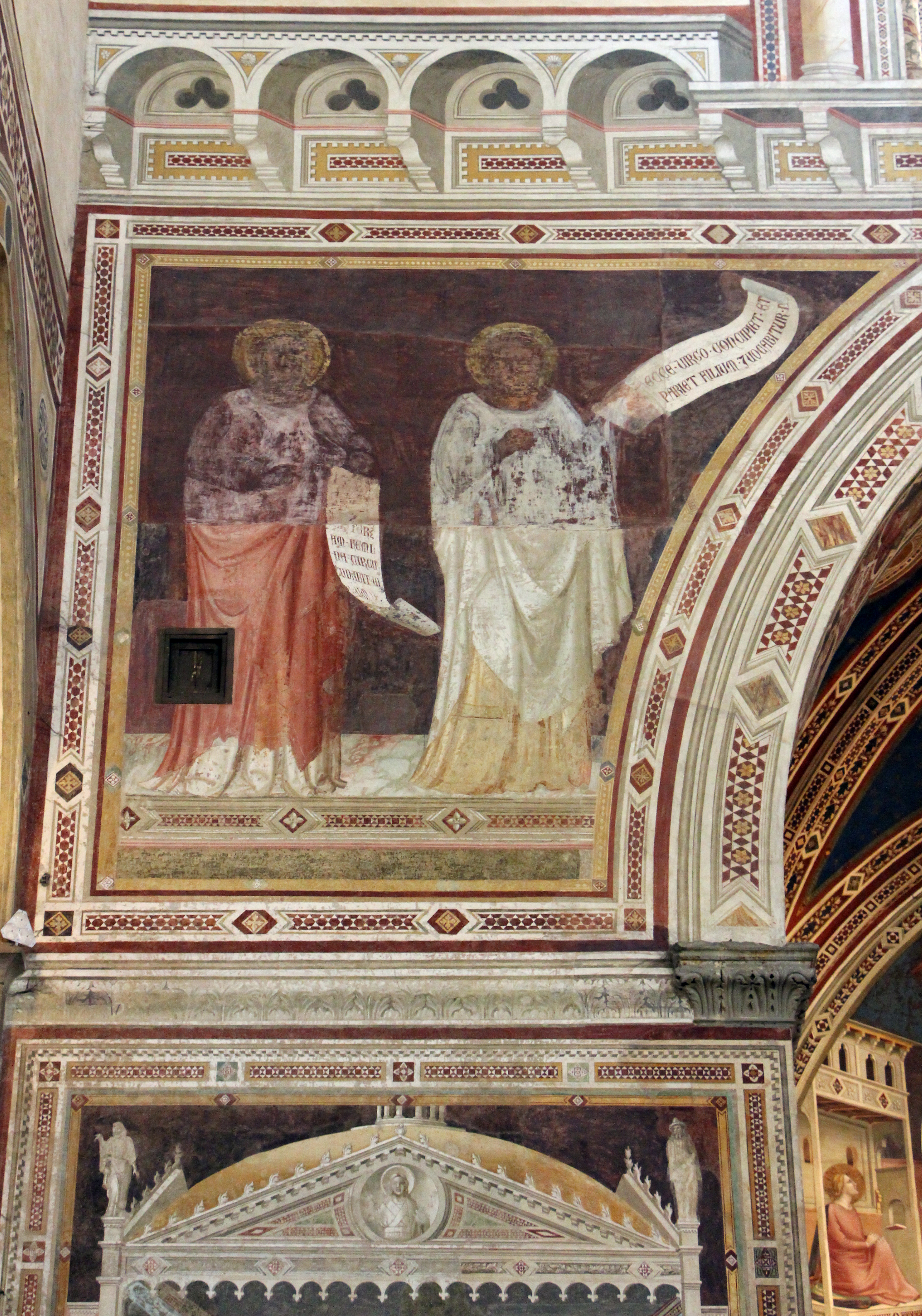
Les Prophètes Jérémie et Isaïe;
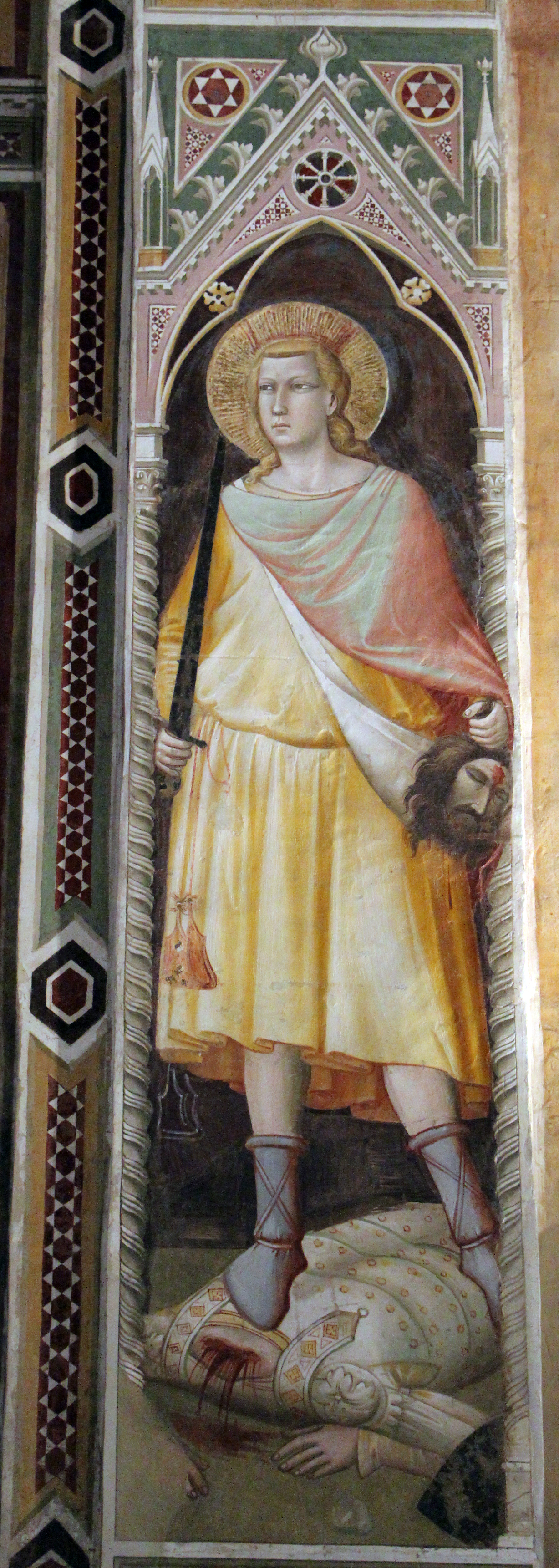
David terrassant Goliath.
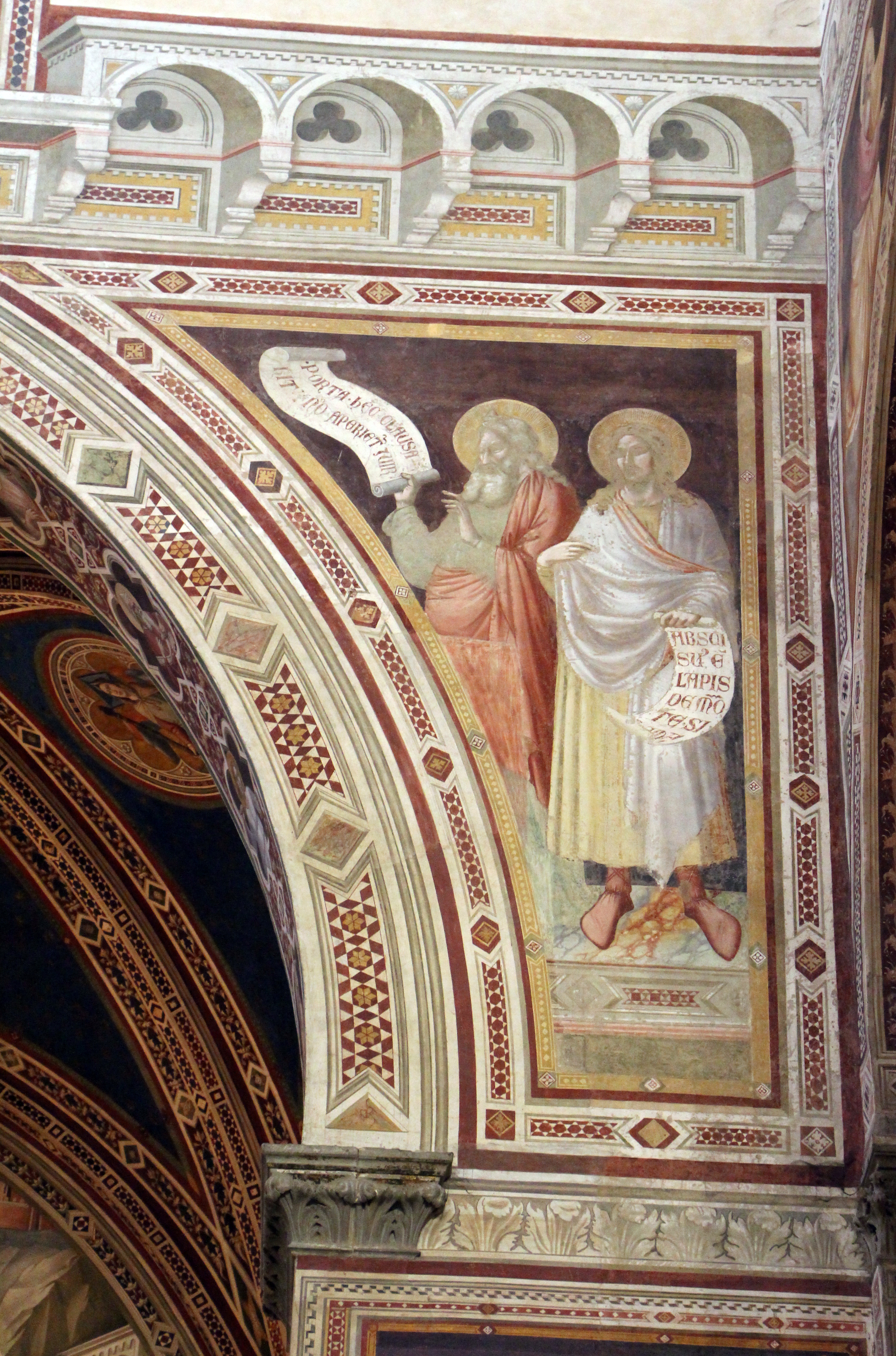
Les Prophètes Daniel et Ézéchiel.

- On y trouve aussi deux niches peintes inspirée vraisemblablement des Coretti (it) de Giotto de la chapelle des Scrovegni de Padoue.

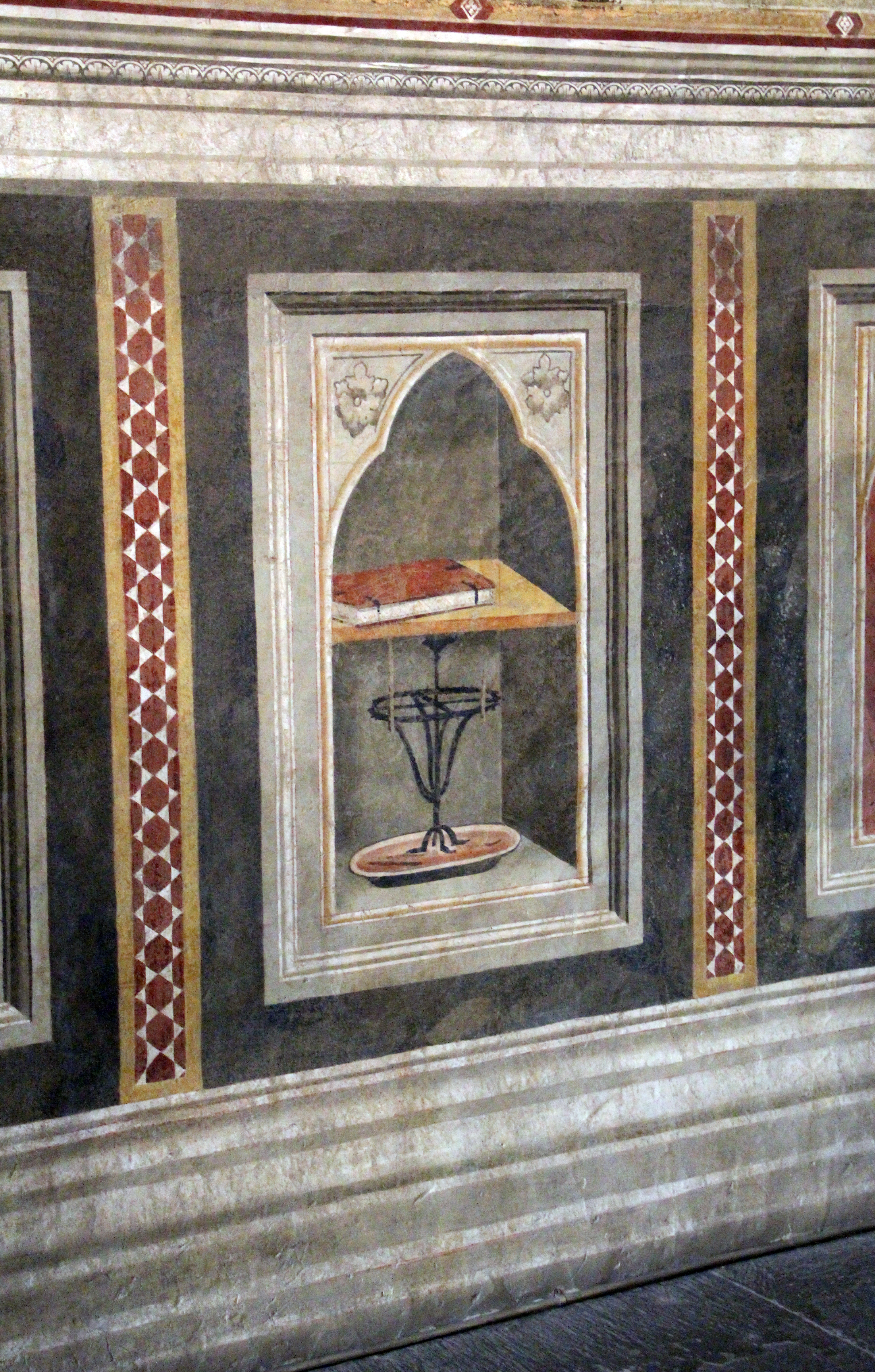
Niche avec livre.
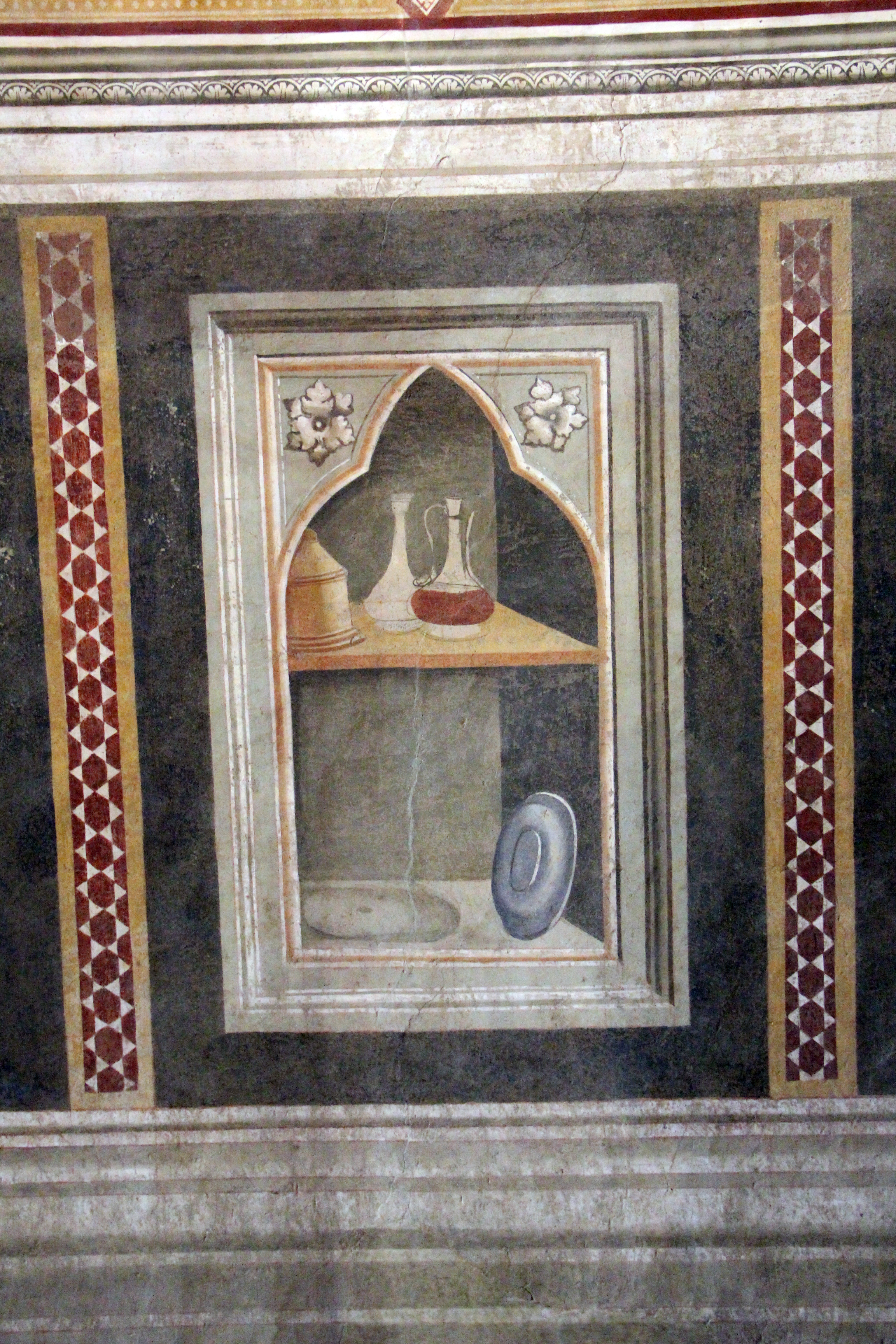
Niche avec récipients

Les œuvres d'art d'autres artistes dans la chapelle
- Le retable dit Polyptyque Baroncelli, que les critiques ont attribué à Giotto à cause de la signature Opus Magistri Jocti.
- sur le mur de droite, la Vierge de la ceinture par Sebastiano Mainardi.
- La tombe Baroncelli sur le mur extérieur, conçue par Giovanni di Balduccio en 1327.

ce dernier a également sculpté  l'archange Gabriel et l'Annonciation sur les piliers de l'arcade.
- La sculpture « Vierge à l'Enfant » à l'intérieur de la chapelle, de Vincenzo Danti (1568).

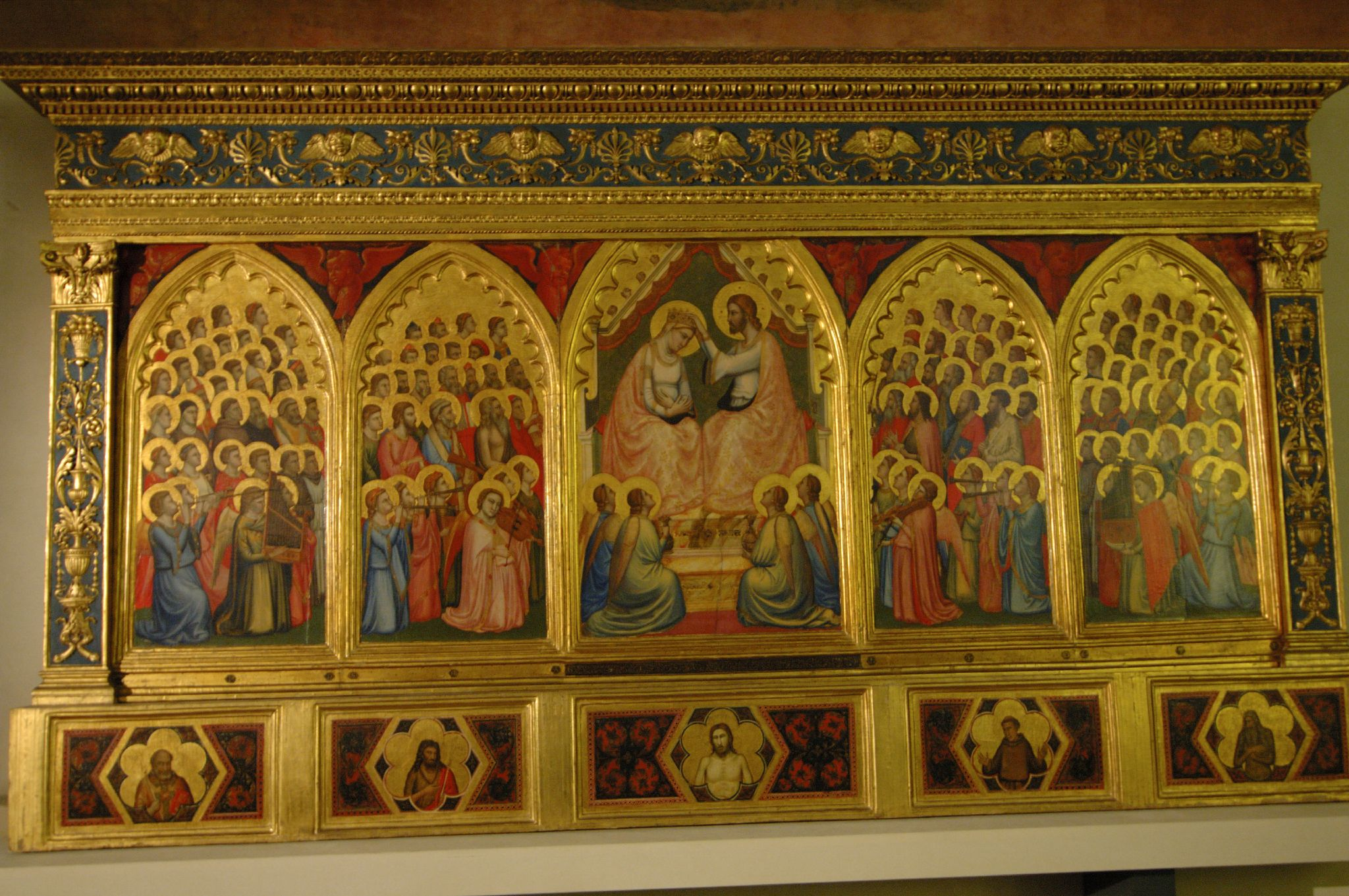
Le polyptyque Baroncelli.
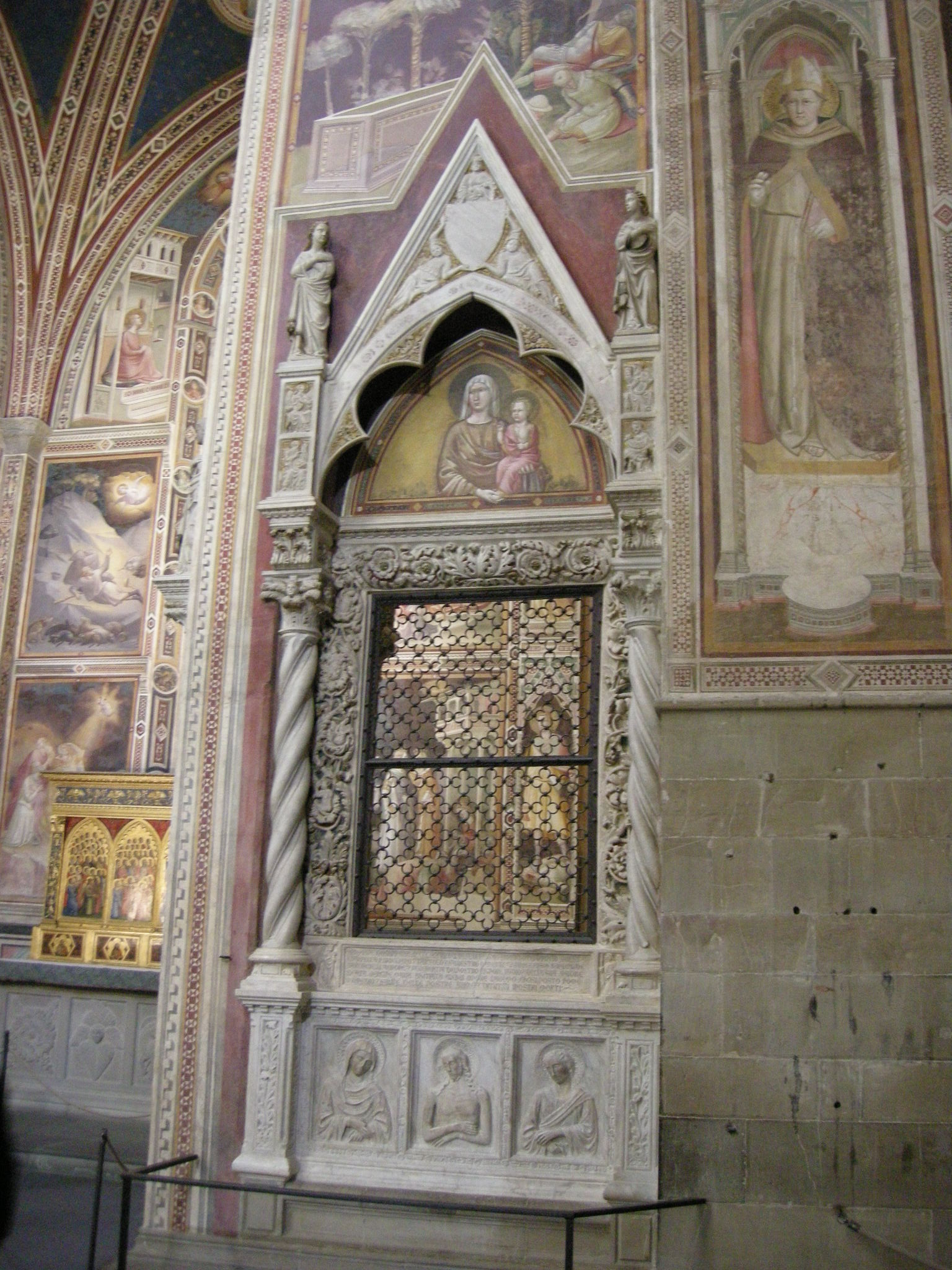
La tombe Baroncelli.
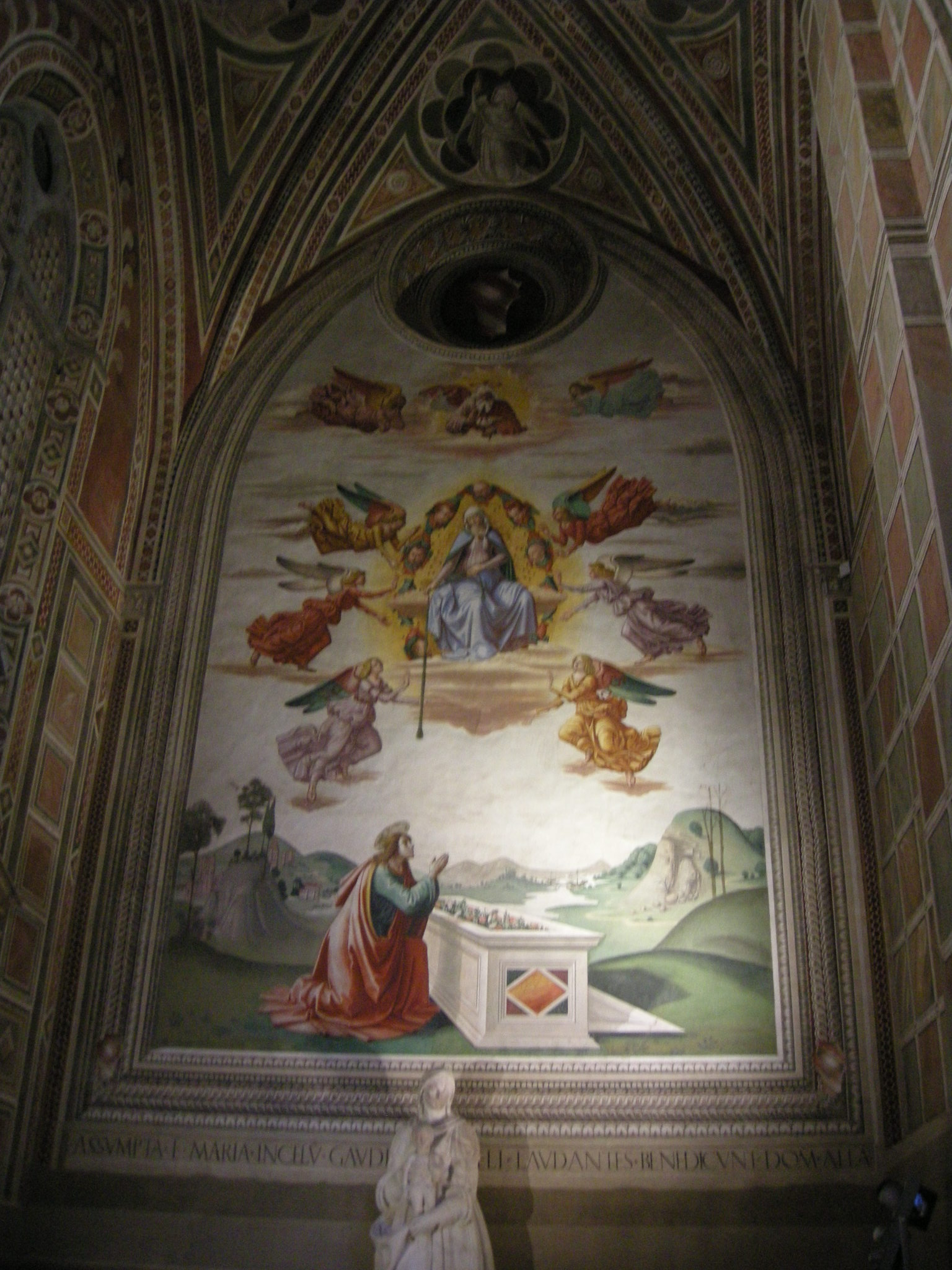
Vierge de la ceinture de Sebastiano Mainardi.